# Хо Кюї Лі
 Хо Кюї Лі — вуа (правитель) Дайнгу від 1400 до 1401 року, засновник недовговічної династії Хо. Провів у країні масштабні реформи, пізніше захопив владу та проголосив утворення нової держави Дайнґу.

## Сходження до влади
Майбутній реформатор народився 1336 року в одному з сіл Дайв'єту в родині, яка раніше переселилась з Китаю. Свою кар'єру Кюї Лі розпочав з військової сфери. Під час подальших реформ виявився талант чиновника, який в той час підбирав військові кадри. Через смерть правителя Зюе Тунга 1377 року, захоплення і розорення столиці Тханглаунг (сучасний Ханой) 1369 і 1377 армією тямського раджі Тебонгнга, країна потребувала реформ. Тому зросла влада реформатора та його конкурента До Ти Биня. Пізніше утворюється «партія» Хо Куї Лі, а До Ти Бинь відходить з політичної арени. 1384 року екс-правитель Нге Тонг їде на декілька років в храм, і при слабкому правителі Фе Де реальна влада залишається в Хо Кюї Лі. Але реформи розпочалися ще пізніше, адже 1387 року Нге Тонг повернувся, і підвищив Хо Кюї Лі до посади головного міністра. Після сходження на престол 1389 року неповнолітнього правителя Тхуан Тонга, влада знову залишається Хо Кюї Лі, але до смерті Нге Тонга реформатор не проводив ніяких адміністративних та економічних реформ. До речі Цитадель династії Хо побудована 1395 року, була внесена в список Світової спадщини ЮНЕСКО.

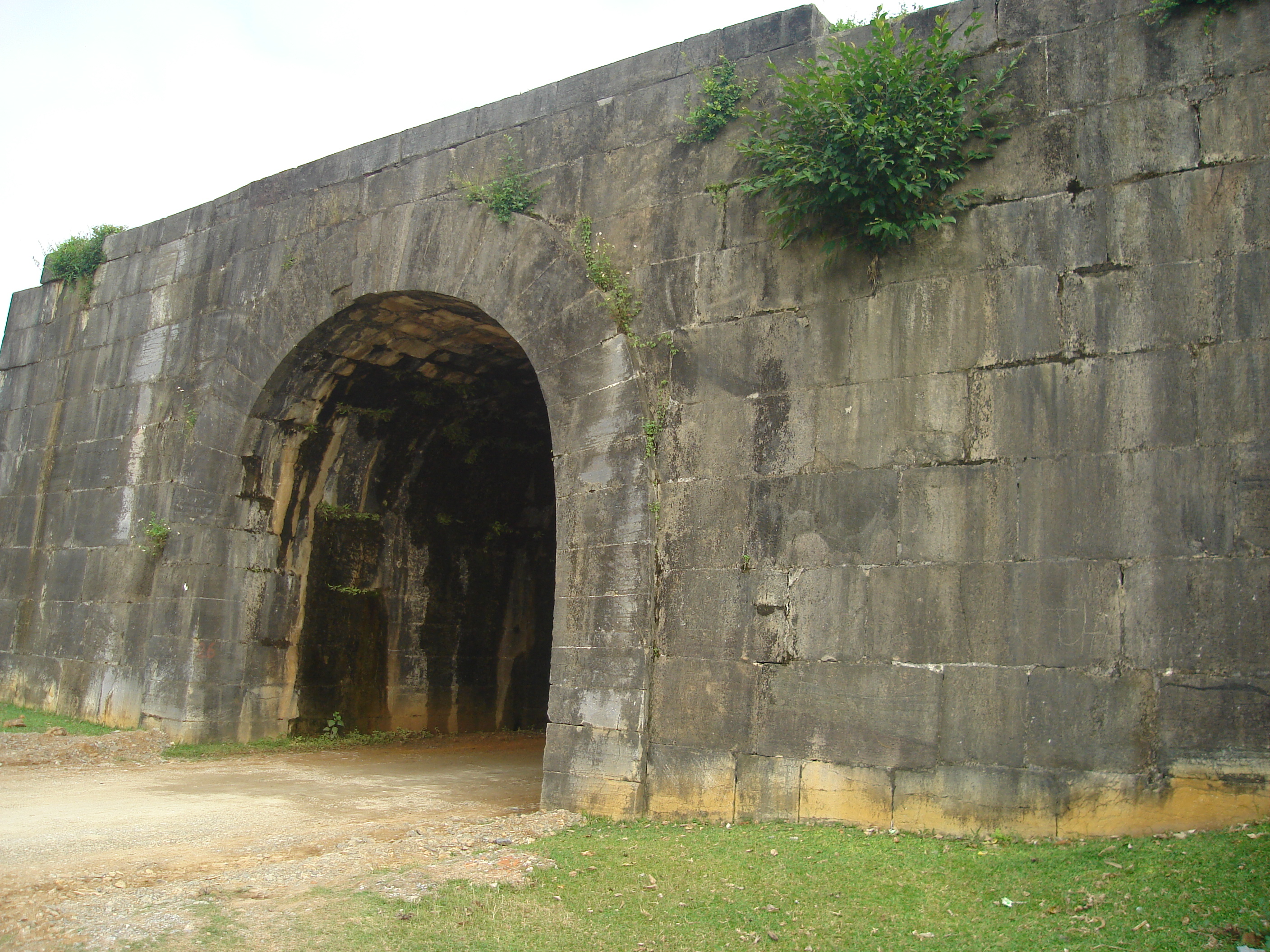
Північні ворота Цитаделі династії Хо

Так як реформатор походив з родини, яка переселилась з Китаю, то безпосередньо перед тим як зайняти престол, Хо Куї Лі змінив своє прізвище і прізвище своїх дітей з Ле на Хо, заявивши, що є вихідцем з роду віддаленого нащадка імператора Шуня-Ху-гуна. У більшості китайських джерелах він згадується як Ле Куї Лі..

### Реформи
до проголошення Хо Кюї Лі правителем 
- 1396 року заміна металевих монет на паперові гроші, тим самим знайшовши кошти на реорганізацію та вогнепальне озброєння армії, яка після реформи збільшилася у 3,5 рази;
- Секуляризація буддійських володінь. Всіх монахів віком до 50 років повернули до звичайного життя, з молоді навіть сфомували гвардійський корпус, який пізніше був відправлений на війну з Тямпою;
- Одразу змінився і релігійний устрій Дайнгу, офіційною релігією стало класичне неоконфуціанство;
- Після перепису всіх земель і населення 1397 року було проведено ліквідацію недержавних форм земельної власності і велике одержавлення всіх земель. У володіння спадково залишали тільки 10 мау;
- Відродження поштової служби;
- Перенесення столиці з Тханглаунгу до Тайдо;
- Вперше були проведені екзамени для чиновників за китайським зразком;
- Адміністративна реформа провінцій, нова централізована структура управління провінціями, введення перевірок;

Продуктивність реформ виявилась згодом, коли гвардійські корпуси придушили селянські бунти, а 1390 року у битві на річці Хайліеу в'єти розбили військо тямів. В цій битві викорстовувалася унікальна багатоствольна гармата, яку збудувли за проектом сина Хо Кюї Лі.

## Діяльність Хо Кюї Лі після проголошення себе вуа
1400 року реформатор проголосив себе вуа. Причому всіх незгодних страчували і конфісковували майно. Після приходу до влади правитель перейменував країну (на честь свого далекого родича), він назвав її Дайнгу. Але в статусі правителя Кюї Лі пробув не довго, 1401 року він віддав престол сину Хо Хану Тхіонгу, хоча реальна влада залишилась в нього. Але реформи не закінчилися.

### Реформи
- Запровадили єдині міри ваги й довжини;
- Створили систему державних зерносховищ;
- Започаткована мережа державних шкіл;
- Документацію почали вести в'єтською, для чого удосконалили мову;
- 1401 року встановили податки для торгових кораблів;
- Виголосили закон про обмеження кількості залежних сімей у знаті;

## Війна з Китаєм
Китайська династія Мін ще з 1403 року почала заявляти династії Хо різні вимоги. Проблему перенаселеності і малоземелля Хо Кюї Лі вирішив розв'язати захопленням частини Тямпи 1404 року, куди почали переселяти населення. Але це стало приводом для втручання Китаю, додалося ще те, що частина династії Чан звернулася до Китаю за допомогою. Наприкінці 1406 року дві китайські армії на чолі з Му Шеном та Чжу Неном зайшли в Дайнгу через «Ворота в Китай» та прохід Лао-Кай. Разом з цими арміями також був претендент на престол з династії Чан. Було вирішено дати відсіч біля фортеці Дабанг на початку 1407 року, в цій битві бойові слони злякались галасу китайських військ і потоптали в'єтську армію. Літом правителя і його батька Хо Кюї Лі захопили в полон. Невідомо коли помер видатний в'єтський реформатор.
Війна була програна, в країні був введений суворий режим китаїзації. Але 1428 року все ж вдалося відновити незалежність, вигнавши китайські війська на північ. Вуа став Ле Лой, тим самим заснуваши наступну династію пізніх Ле.